# لاري سلطان
لاري سلطان (بالإنجليزية: Larry Sultan)‏ هو مصور أمريكي، ولد في 13 أغسطس 1946 في بروكلين في الولايات المتحدة، وتوفي في 13 ديسمبر 2009 في Greenbrae, California ‏ في الولايات المتحدة بسبب سرطان.

## وصلات خارجية
- الموقع الرسمي